# Kissel
Kissel o kisel (en estonio: kissell, en finés: kiisseli, en letón: ķīselis, en lituano: kisielius, en polaco: kisiel, en ruso: кисель, kisél’, en ucraniano: кисiль, en bielorruso: кісель, kisél') es un platillo viscoso a base de frutas, popular como postre y como bebida. Consiste en zumo azucarado de bayas, similar al mors, pero espesado con maicena, almidón de papa o arrurruz; a veces se le agrega vino tinto o frutas secas o frescas. Es similar al rødgrød danés y al Rote Grütze alemán, el blåbärssoppa sueco es un postre similar a base de arándano.
El kissel se puede servir caliente o frío, acompañando queso quark endulzado o budín de semolina. El kissel también se puede servir en panqueques o con helado. Si el kissel se prepara con menor proporción de starch, se lo puede beber, lo cual es una práctica común en Polonia, Rusia y Ucrania.

## Etimología

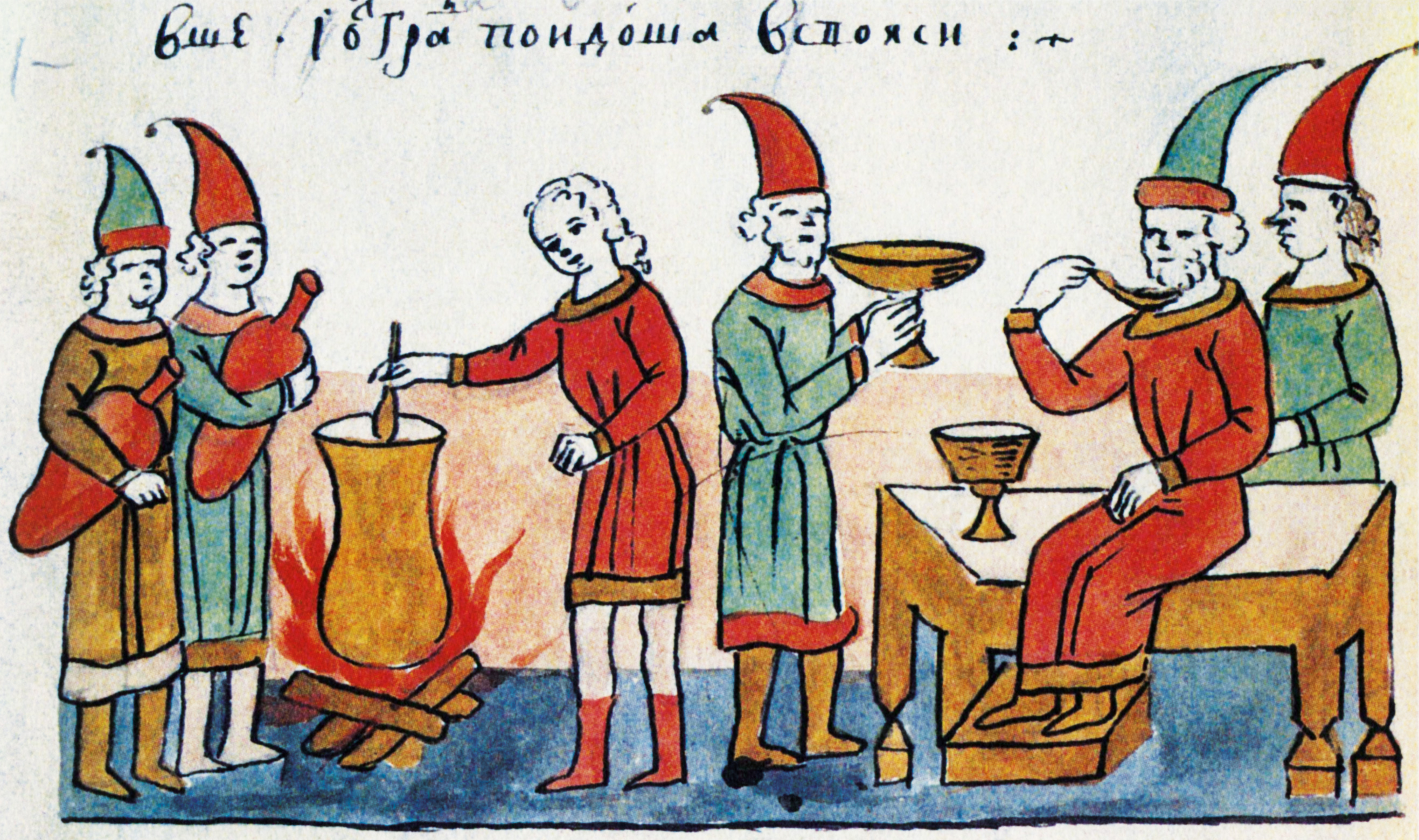
Preparación de kissel en Belgorod Kievsky. Una miniatura de la Crónica Radziwiłł.

Su nombre deriva de una palabra eslava que significa "agrio" (cf. кислый kisly), en referencia a un antiguo plato eslavo similar: una papilla de harina con levadura (o masa débilmente fermentada) que se preparaba a partir de grano - por lo general avena, pero cualquier grano e incluso se podían usar leguminosas como guisantes o lentejas, aunque en general las legumbres usadas en el kissel no estaban fermentadas, y carecían de la dulzura de las variantes modernas. El kissel se menciona por primera vez en la antigua Crónica Primaria Eslava Oriental, donde se cuenta cómo salvó a la ciudad rusa de Belgorod Kievsky, del siglo X, asediada por los pechenegos nómadas en 997. Cuando la comida en la ciudad comenzó a escasear y comenzó el hambre, los habitantes de la ciudad siguieron el consejo de un anciano que les dijo que prepararan kissel con los restos de grano y una bebida dulce de la última hidromiel que pudieron encontrar. Luego llenaron un recipiente de madera con el kissel y otro con la bebida de aguamiel, colocaron esos recipientes en agujeros en el suelo y construyeron dos pozos falsos sobre ellos. Cuando los embajadores pechenegos llegaron a la ciudad, vieron cómo los habitantes tomaban la comida de esos "pozos", e incluso a los pechenegos se les permitía probar el kissel y el aguamiel. Impresionados por el espectáculo y la degustación, los pechenegos decidieron levantar el sitio y marcharse, habiendo concluido que los rutenos se alimentaban misteriosamente de la tierra.

## Preparación
Hoy en día, en la mayoría de los hogares polacos preparan kissel a partir de mezclas instantáneas en lugar de la forma tradicional. Los sabores más populares son fresa, grosella y frambuesa. En Rusia, los sabores más populares son arándano, cereza y grosella. El kissel de arándanos (en lituano: spanguolių kisielius) es una comida tradicional en Kūčios (cena de Nochebuena) en Lituania. En Finlandia, el kissel a menudo está hecho de arándanos (ya que estos se pueden encontrar silvestres en los bosques y, por lo tanto, son fáciles de recolectar y gratis), así como de ciruelas, albaricoques, fresas, etc. El grado de viscosidad varia dependiendo de cuanta harina de papa se utilice: la sopa fluida de arándanos se consume fácilmente como bebida, mientras que la versión más espesa se asemeja a la gelatina y se come con una cuchara. El ruibarbo también se puede usar, pero a menudo se combina con fresas para hacerlo menos agrio. El kiisseli de ciruela (luumukiisseli) se come tradicionalmente con arroz con leche en Navidad. El kiisseli de leche (maitokiisseli) es otra variante, elaborada con leche y aromatizada con azúcar y vainillina (o vainilla).

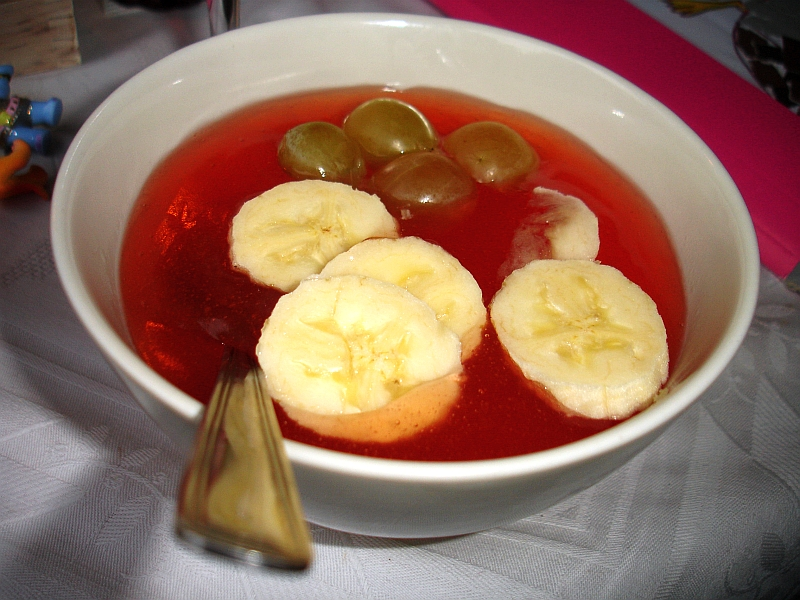
Kissel comercial sabor a fresas de Polonia
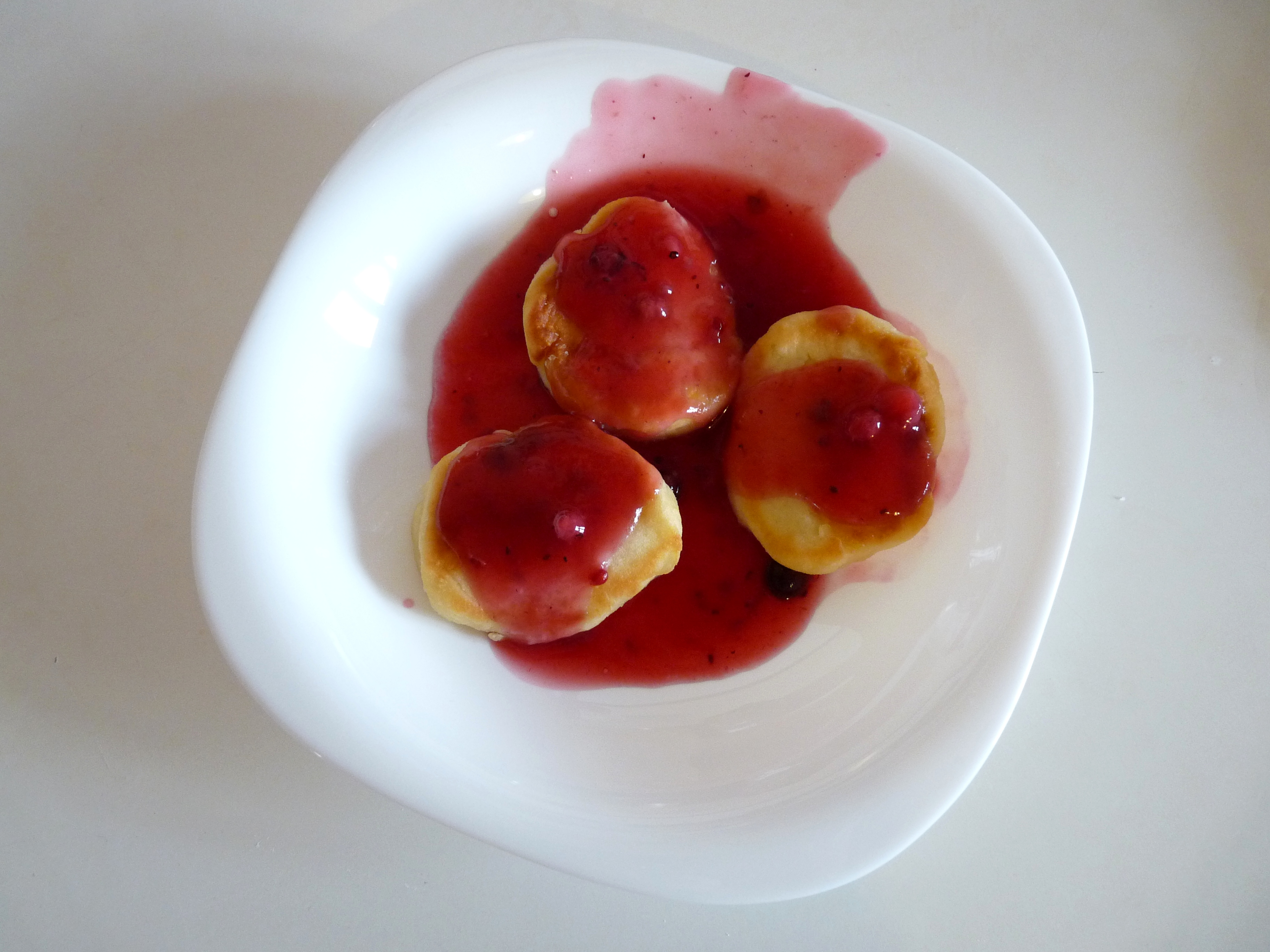
Syrniki ruso con kissel
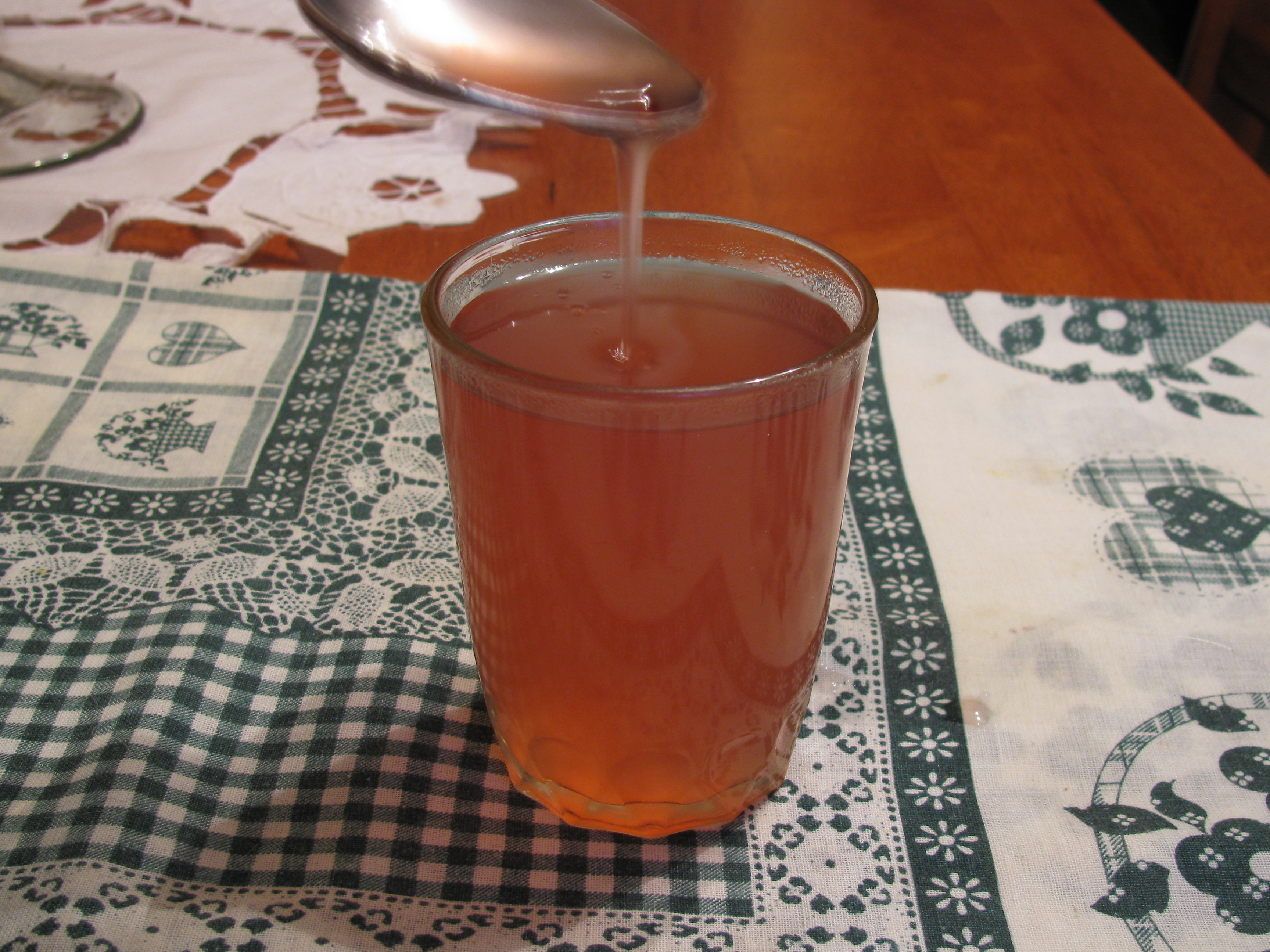
Kissel ucraniano de grosella negra